# UEFA Europa League 2021/22

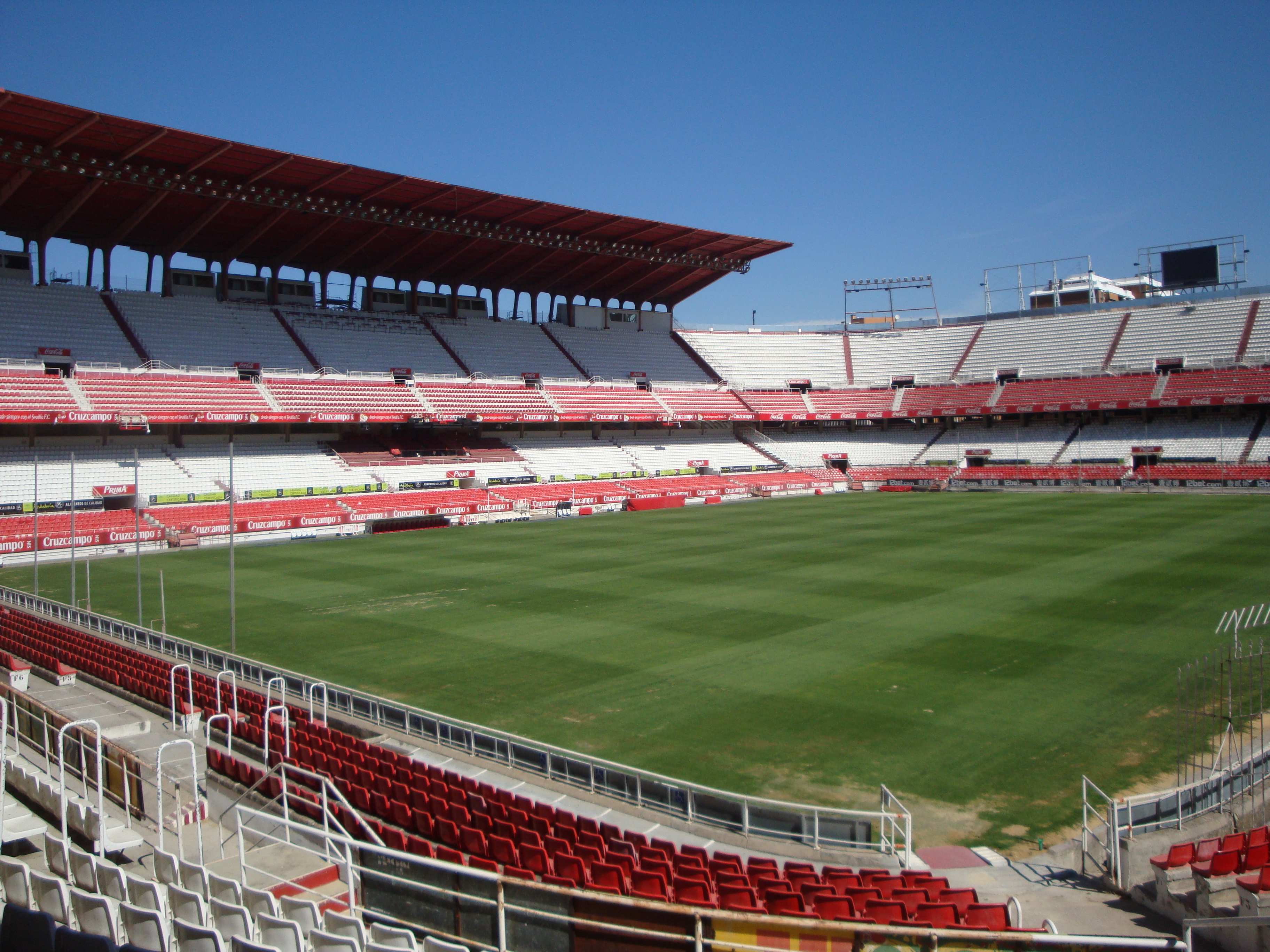
Das Estadio Ramón Sánchez Pizjuán in Sevilla war Schauplatz des Endspiels.

Die UEFA Europa League 2021/22 war die 51. Auflage des zweitwichtigsten Wettbewerbs für europäische Fußballvereine, der bis zur Saison 2008/09 unter der Bezeichnung UEFA-Pokal stattfand. Das Endspiel fand am 18. Mai 2022 im Sevillaer Estadio Ramón Sánchez Pizjuán statt.
Sieger wurde Eintracht Frankfurt, das sich im Finale gegen die Glasgow Rangers mit 5:4 i. E. durchsetzte, nachdem es nach regulärer Spielzeit und Verlängerung jeweils 1:1 gestanden hatte. Die Mannschaft qualifizierte sich für den UEFA Super Cup 2022 und erhielt einen Startplatz in der Gruppenphase der UEFA Champions League 2022/23.
Die Schaffung des neuen europäischen Fußballwettbewerbs UEFA Europa Conference League ab der Saison 2021/22 hatte auch für diesen Wettbewerb einige Neuerungen zur Folge. So nahmen ab dieser Saison nur noch 32 statt vormals 48 Mannschaften an der Gruppenphase teil; es entfiel deshalb das Sechzehntelfinale. Stattdessen wurde eine Zwischenrunde gespielt, in der die Gruppenzweiten auf die Gruppendritten der Champions League trafen. Die Gruppensieger zogen direkt ins Achtelfinale ein. Analog  qualifizierten sich die Gruppendritten der Europa League für die Zwischenrunde der Conference League.
Erstmals wurde ab dieser Saison die Auswärtstorregel in der Qualifikation sowie der K.O.-Phase nicht mehr angewendet. Stattdessen wurde bei Torgleichheit über zwei Spiele eine Verlängerung ausgetragen. Sofern in dieser Verlängerung gleich viele oder keine Tore gefallen waren, folgte das Elfmeterschießen. In der Gruppenphase entfiel die Anzahl der Auswärtstore als Kriterium für den direkten Vergleich.
Eintracht Frankfurt gelang der Sieg im Wettbewerb zum zweiten Mal, es war der erste internationale Titel seit dem UEFA-Pokalsieg 1979/80. Insgesamt ist Frankfurt neben Bayer 04 Leverkusen (1987/88), Schalke 04 (1996/97) und dem FC Bayern München (2000/01) die vierte deutsche Mannschaft, die einen europäischen Pokalwettbewerb im Elfmeterschießen gewann. Das Finale zwischen beiden als Traditionsclubs geltenden Vereinen zog 120.000 Zuschauer nach Sevilla und wurde in der Spitze allein in Deutschland von knapp 10 Mio. Zuschauern im Fernsehen verfolgt (Marktanteil 41,6 Prozent). Das Signal übertrug RTL im Free-TV.

## Termine
Die Auslosungen und Spielrunden fanden an folgenden Terminen statt:
| Phase         | Runde                     | Auslosung         | Hinspiel                                               | Rückspiel                                              |
| ------------- | ------------------------- | ----------------- | ------------------------------------------------------ | ------------------------------------------------------ |
| Qualifikation | 3. Qualifikationsrunde    | 19. Juli 2021     | 3./5. August 2021                                      | 10./12. August 2021                                    |
| Qualifikation | Play-offs                 | 2. August 2021    | 17./18./19. August 2021                                | 26. August 2021                                        |
| Gruppenphase  | 1. Spieltag               | 27. August 2021   | 15./16. September 2021                                 | 15./16. September 2021                                 |
| Gruppenphase  | 2. Spieltag               | 27. August 2021   | 30. September 2021                                     | 30. September 2021                                     |
| Gruppenphase  | 3. Spieltag               | 27. August 2021   | 19./20./21. Oktober 2021                               | 19./20./21. Oktober 2021                               |
| Gruppenphase  | 4. Spieltag               | 27. August 2021   | 4. November 2021                                       | 4. November 2021                                       |
| Gruppenphase  | 5. Spieltag               | 27. August 2021   | 25. November 2021                                      | 25. November 2021                                      |
| Gruppenphase  | 6. Spieltag               | 27. August 2021   | 9. Dezember 2021                                       | 9. Dezember 2021                                       |
| K.-o.-Phase   | Play-offs der K.-o.-Runde | 13. Dezember 2021 | 17. Februar 2022                                       | 24. Februar 2022                                       |
| K.-o.-Phase   | Achtelfinale              | 25. Februar 2022  | 10. März 2022                                          | 17. März 2022                                          |
| K.-o.-Phase   | Viertelfinale             | 18. März 2022     | 7. April 2022                                          | 14. April 2022                                         |
| K.-o.-Phase   | Halbfinale                | 18. März 2022     | 28. April 2022                                         | 5. Mai 2022                                            |
| K.-o.-Phase   | Endspiel                  | 18. März 2022     | 18. Mai 2022 im Estadio Ramón Sánchez Pizjuán, Sevilla | 18. Mai 2022 im Estadio Ramón Sánchez Pizjuán, Sevilla |

## Qualifikation
Mit Einführung der Europa Conference League beginnt die Qualifikation zur Europa League erst mit der 3. Qualifikationsrunde.
Die Einteilung in die einzelnen Qualifikationsrunden bestimmt sich nach der Zugangsliste der UEFA. Die Reihenfolge der Verbände bestimmt sich hierbei nach den Verbandskoeffizienten der UEFA-Fünfjahreswertung 2019/2020. Falls sich der Pokalsieger eines Landesverbandes für die UEFA Champions League 2021/22 qualifiziert oder bereits für die UEFA Europa League 2021/22 qualifiziert gewesen wäre, bekommt die nächste Mannschaft aus der nationalen Liga den schlechtestmöglichen Startplatz dieser Nation in der Qualifikation zur UEFA Europa League, während die anderen Teams dementsprechend aufrücken und den nächstbesseren Startplatz übernehmen. Soweit ein Verein keine Zulassung für die UEFA-Wettbewerbe erhält, rückt das in der nationalen Liga nächstbeste Team nach.
Grundsätzlich gilt, dass Mannschaften desselben Landesverbands in den Qualifikationsrunden nicht aufeinander treffen können.

### 3. Qualifikationsrunde
Auslosung: 19. Juli 2021 in Nyon

Hinspiele: 3. und 5. August 2021
Rückspiele: 10. und 12. August 2021

#### Champions-Weg
Am Champions-Weg der 3. Qualifikationsrunde nehmen die zehn Verlierer des Meisterwegs der 2. Qualifikationsrunde der Champions League teil. Die Partien wurden durch offene Auslosung bestimmt. Unterlegene Mannschaften wechseln in die Play-offs (Champions-Weg) der UEFA Europa Conference League 2021/22, die Gewinner in die Play-offs der UEFA Europa League 2021/22.
Folgende Paarungen wurden für die dritte Qualifikationsrunde ausgelost:
|                     | Gesamt          |                       | Hinspiel | Rückspiel |
| ------------------- | --------------- | --------------------- | -------- | --------- |
| Omonia Nikosia      | 2:2 (5:4 i. E.) | FC Flora Tallinn      | 1:0      | 1:2 n. V. |
| NŠ Mura             | 1:0             | FK Žalgiris Vilnius   | 0:0      | 1:0       |
| FK Qairat Almaty    | 2:3             | FC Alaschkert Martuni | 0:0      | 2:3 n. V. |
| Lincoln Red Imps FC | 2:4             | ŠK Slovan Bratislava  | 1:3      | 1:1       |
| Neftçi Baku         | 2:5             | HJK Helsinki          | 2:2      | 0:3       |

#### Pokalsieger- und Verfolgerweg
Am Pokalsieger- und Verfolgerweg der 3. Qualifikationsrunde nehmen die Pokalsieger bzw. deren Nachrücker aus den Verbänden auf den Plätzen 14 bis 16 der Rangliste sowie die drei Verlierer des Platzierungswegs der 2. Qualifikationsrunde der Champions League teil. Prinzipiell gilt, dass die Direktqualifikanten gesetzt sind und gegen die Verlierer aus der Champions League gelost werden. Unterlegene Mannschaften wechseln in die Play-offs (Platzierungsweg) der UEFA Europa Conference League 2021/22, die Gewinner in die Play-offs der UEFA Europa League 2021/22.
Folgende Paarungen wurden für die dritte Qualifikationsrunde ausgelost:
|                      | Gesamt |                      | Hinspiel | Rückspiel |
| -------------------- | ------ | -------------------- | -------- | --------- |
| FK Jablonec          | 2:7    | Celtic Glasgow       | 2:4      | 0:3       |
| SK Rapid Wien        | 4:2    | Anorthosis Famagusta | 3:0      | 1:2       |
| Galatasaray Istanbul | 5:3    | FC St. Johnstone     | 1:1      | 4:2       |

### Play-offs
Auslosung: 2. August 2021 in Nyon

Hinspiele: 17./18./19. August 2021
Rückspiele: 26. August 2021
Die letzte Qualifikationsrunde wird zwecks besserer Vermarktungschancen „Play-offs“ genannt. An den Play-offs nahmen die acht Sieger der vorhergehenden Runde, die Pokalsieger der Verbände auf den Plätzen 8 bis 13 der Rangliste sowie die sechs Verlierer des Champions-Wegs der 3. Runde der Champions League teil. Unterlegene Mannschaften wechselten in die Gruppenphase der UEFA Europa Conference League 2021/22:
|                        | Gesamt          |                       | Hinspiel | Rückspiel |
| ---------------------- | --------------- | --------------------- | -------- | --------- |
| Randers FC             | 2:3             | Galatasaray Istanbul  | 1:1      | 1:2       |
| SK Rapid Wien          | 6:2             | Sorja Luhansk         | 3:0      | 3:2       |
| Celtic Glasgow         | 3:2             | AZ Alkmaar            | 2:0      | 1:2       |
| Fenerbahçe Istanbul    | 6:2             | HJK Helsinki          | 1:0      | 5:2       |
| NŠ Mura                | 1:5             | SK Sturm Graz         | 1:3      | 0:2       |
| Omonia Nikosia         | 4:4 (2:3 i. E.) | Royal Antwerpen       | 4:2      | 0:2 n. V. |
| Olympiakos Piräus      | 5:2             | ŠK Slovan Bratislava  | 3:0      | 2:2       |
| Glasgow Rangers        | 1:0             | FC Alaschkert Martuni | 1:0      | 0:0       |
| Slavia Prag            | 3:4             | Legia Warschau        | 2:2      | 1:2       |
| FK Roter Stern Belgrad | 6:1             | CFR Cluj              | 4:0      | 2:1       |

## Gruppenphase
Für die Gruppenphase waren die Pokalsieger bzw. deren Nachrücker der Verbände auf den Plätzen 1 bis 7 direkt qualifiziert. Dazu kamen je ein weiterer Vertreter der Verbände auf den Plätzen 1 bis 5, die 10 Sieger der Play-offs der Europa League, die 4 Verlierer der 3. Qualifikationsrunden des Platzierungswegs der Champions League und die 6 Verlierer der Play-offs der Champions League.
Die 32 qualifizierten Mannschaften wurden anhand ihres Klub-Koeffizienten für die Auslosung in 4 Töpfe aufgeteilt, Mannschaften des gleichen Landesverbands wurden in verschiedene Gruppen gelost. Die Gruppen setzten sich wie folgt zusammen:

### Gruppe A
| Pl. | Verein          | Sp. | S | U | N | Tore    | Diff. | Punkte |
| --- | --------------- | --- | - | - | - | ------- | ----- | ------ |
| 1.  | Olympique Lyon  | 6   | 5 | 1 | 0 | 016:500 | +11   | 16     |
| 2.  | Glasgow Rangers | 6   | 2 | 2 | 2 | 006:500 | +1    | 08     |
| 3.  | Sparta Prag     | 6   | 2 | 1 | 3 | 006:900 | −3    | 07     |
| 4.  | Brøndby IF      | 6   | 0 | 2 | 4 | 002:110 | −9    | 02     |

| 16. September 2021 |           |                                            |
| Brøndby IF         | 0:0       | Sparta Prag \| Brøndby Stadion             |
| Glasgow Rangers    | 0:2 (0:1) | Olympique Lyon \| Ibrox Stadium            |
| 30. September 2021 |           |                                            |
| Sparta Prag        | 1:0 (1:0) | Glasgow Rangers \| Stadion Letná           |
| Olympique Lyon     | 3:0 (0:0) | Brøndby IF \| Parc Olympique Lyonnais      |
| 21. Oktober 2021   |           |                                            |
| Glasgow Rangers    | 2:0 (2:0) | Brøndby IF \| Ibrox Stadium                |
| Sparta Prag        | 3:4 (2:1) | Olympique Lyon \| Stadion Letná            |
| 4. November 2021   |           |                                            |
| Brøndby IF         | 1:1 (1:0) | Glasgow Rangers \| Brøndby Stadion         |
| Olympique Lyon     | 3:0 (0:0) | Sparta Prag \| Parc Olympique Lyonnais     |
| 25. November 2021  |           |                                            |
| Brøndby IF         | 1:3 (0:0) | Olympique Lyon \| Brøndby Stadion          |
| Glasgow Rangers    | 2:0 (1:0) | Sparta Prag \| Ibrox Stadium               |
| 9. Dezember 2021   |           |                                            |
| Sparta Prag        | 2:0 (1:0) | Brøndby IF \| Stadion Letná                |
| Olympique Lyon     | 1:1 (0:1) | Glasgow Rangers \| Parc Olympique Lyonnais |

### Gruppe B
| Pl. | Verein                      | Sp. | S | U | N | Tore    | Diff. | Punkte |
| --- | --------------------------- | --- | - | - | - | ------- | ----- | ------ |
| 1.  | AS Monaco                   | 6   | 3 | 3 | 0 | 007:400 | +3    | 12     |
| 2.  | Real Sociedad San Sebastián | 6   | 2 | 3 | 1 | 009:600 | +3    | 09     |
| 3.  | PSV Eindhoven               | 6   | 2 | 2 | 2 | 009:800 | +1    | 08     |
| 4.  | SK Sturm Graz               | 6   | 0 | 2 | 4 | 003:100 | −7    | 02     |

| 16. September 2021          |           |                                                      |
| AS Monaco                   | 1:0 (0:0) | SK Sturm Graz \| Stade Louis II                      |
| PSV Eindhoven               | 2:2 (1:2) | Real Sociedad San Sebastián \| PSV Stadion           |
| 30. September 2021          |           |                                                      |
| SK Sturm Graz               | 1:4 (0:1) | PSV Eindhoven \| Stadion Graz-Liebenau               |
| Real Sociedad San Sebastián | 1:1 (0:1) | AS Monaco \| Estadio Anoeta                          |
| 21. Oktober 2021            |           |                                                      |
| PSV Eindhoven               | 1:2 (0:1) | AS Monaco \| PSV Stadion                             |
| SK Sturm Graz               | 0:1 (0:0) | Real Sociedad San Sebastián \| Stadion Graz-Liebenau |
| 4. November 2021            |           |                                                      |
| Real Sociedad San Sebastián | 1:1 (0:1) | SK Sturm Graz \| Estadio Anoeta                      |
| AS Monaco                   | 0:0       | PSV Eindhoven \| Stade Louis II                      |
| 25. November 2021           |           |                                                      |
| PSV Eindhoven               | 2:0 (1:0) | SK Sturm Graz \| PSV Stadion                         |
| AS Monaco                   | 2:1 (2:1) | Real Sociedad San Sebastián \| Stade Louis II        |
| 9. Dezember 2021            |           |                                                      |
| SK Sturm Graz               | 1:1 (1:1) | AS Monaco \| Stadion Graz-Liebenau                   |
| Real Sociedad San Sebastián | 3:0 (1:0) | PSV Eindhoven \| Estadio Anoeta                      |

### Gruppe C
| Pl. | Verein         | Sp. | S | U | N | Tore    | Diff. | Punkte |
| --- | -------------- | --- | - | - | - | ------- | ----- | ------ |
| 1.  | Spartak Moskau | 6   | 3 | 1 | 2 | 010:900 | +1    | 10     |
| 2.  | SSC Neapel     | 6   | 3 | 1 | 2 | 015:100 | +5    | 10     |
| 3.  | Leicester City | 6   | 2 | 2 | 2 | 012:110 | +1    | 08     |
| 4.  | Legia Warschau | 6   | 2 | 0 | 4 | 004:110 | −7    | 06     |

| 15. September 2021 |           |                                                 |
| Spartak Moskau     | 0:1 (0:0) | Legia Warschau \| Spartak-Stadion               |
| 16. September 2021 |           |                                                 |
| Leicester City     | 2:2 (1:0) | SSC Neapel \| Leicester City Stadium            |
| 30. September 2021 |           |                                                 |
| Legia Warschau     | 1:0 (1:0) | Leicester City \| Stadion Wojska Polskiego      |
| SSC Neapel         | 2:3 (1:0) | Spartak Moskau \| Stadio Diego Armando Maradona |
| 20. Oktober 2021   |           |                                                 |
| Spartak Moskau     | 3:4 (2:1) | Leicester City \| Spartak-Stadion               |
| 21. Oktober 2021   |           |                                                 |
| SSC Neapel         | 3:0 (0:0) | Legia Warschau \| Stadio Diego Armando Maradona |
| 4. November 2021   |           |                                                 |
| Legia Warschau     | 1:4 (1:0) | SSC Neapel \| Stadion Wojska Polskiego          |
| Leicester City     | 1:1 (0:0) | Spartak Moskau \| Leicester City Stadium        |
| 24. November 2021  |           |                                                 |
| Spartak Moskau     | 2:1 (2:0) | SSC Neapel \| Spartak-Stadion                   |
| 25. November 2021  |           |                                                 |
| Leicester City     | 3:1 (3:1) | Legia Warschau \| Leicester City Stadium        |
| 9. Dezember 2021   |           |                                                 |
| SSC Neapel         | 3:2 (2:2) | Leicester City \| Stadio Diego Armando Maradona |
| Legia Warschau     | 0:1 (0:1) | Spartak Moskau \| Stadion Wojska Polskiego      |

### Gruppe D
| Pl. | Verein              | Sp. | S | U | N | Tore    | Diff. | Punkte |
| --- | ------------------- | --- | - | - | - | ------- | ----- | ------ |
| 1.  | Eintracht Frankfurt | 6   | 3 | 3 | 0 | 010:600 | +4    | 12     |
| 2.  | Olympiakos Piräus   | 6   | 3 | 0 | 3 | 008:700 | +1    | 09     |
| 3.  | Fenerbahçe Istanbul | 6   | 1 | 3 | 2 | 007:800 | −1    | 06     |
| 4.  | Royal Antwerpen     | 6   | 1 | 2 | 3 | 006:100 | −4    | 05     |

| 16. September 2021  |           |                                              |
| Olympiakos Piräus   | 2:1 (0:0) | Royal Antwerpen \| Karaiskakis-Stadion       |
| Eintracht Frankfurt | 1:1 (1:1) | Fenerbahçe Istanbul \| Frankfurt Stadion     |
| 30. September 2021  |           |                                              |
| Fenerbahçe Istanbul | 0:3 (0:1) | Olympiakos Piräus \| Şükrü Saracoğlu Stadı   |
| Royal Antwerpen     | 0:1 (0:0) | Eintracht Frankfurt \| Bosuilstadion         |
| 21. Oktober 2021    |           |                                              |
| Fenerbahçe Istanbul | 2:2 (2:1) | Royal Antwerpen \| Şükrü Saracoğlu Stadı     |
| Eintracht Frankfurt | 3:1 (2:1) | Olympiakos Piräus \| Frankfurt Stadion       |
| 4. November 2021    |           |                                              |
| Olympiakos Piräus   | 1:2 (1:1) | Eintracht Frankfurt \| Karaiskakis-Stadion   |
| Royal Antwerpen     | 0:3 (0:3) | Fenerbahçe Istanbul \| Bosuilstadion         |
| 25. November 2021   |           |                                              |
| Olympiakos Piräus   | 1:0 (0:0) | Fenerbahçe Istanbul \| Karaiskakis-Stadion   |
| Eintracht Frankfurt | 2:2 (1:1) | Royal Antwerpen \| Frankfurt Stadion         |
| 9. Dezember 2021    |           |                                              |
| Royal Antwerpen     | 1:0 (1:0) | Olympiakos Piräus \| Bosuilstadion           |
| Fenerbahçe Istanbul | 1:1 (1:1) | Eintracht Frankfurt \| Şükrü Saracoğlu Stadı |

### Gruppe E
| Pl. | Verein               | Sp. | S | U | N | Tore    | Diff. | Punkte |
| --- | -------------------- | --- | - | - | - | ------- | ----- | ------ |
| 1.  | Galatasaray Istanbul | 6   | 3 | 3 | 0 | 007:300 | +4    | 12     |
| 2.  | Lazio Rom            | 6   | 2 | 3 | 1 | 007:300 | +4    | 09     |
| 3.  | Olympique Marseille  | 6   | 1 | 4 | 1 | 006:700 | −1    | 07     |
| 4.  | Lokomotive Moskau    | 6   | 0 | 2 | 4 | 002:900 | −7    | 02     |

| 16. September 2021   |           |                                                    |
| Galatasaray Istanbul | 1:0 (0:0) | Lazio Rom \| Ali Sami Yen Spor Kompleksi           |
| Lokomotive Moskau    | 1:1 (0:0) | Olympique Marseille \| Lokomotiv-Stadion           |
| 30. September 2021   |           |                                                    |
| Olympique Marseille  | 0:0       | Galatasaray Istanbul \| Stade Vélodrome            |
| Lazio Rom            | 2:0 (2:0) | Lokomotive Moskau \| Olympiastadion Rom            |
| 21. Oktober 2021     |           |                                                    |
| Lazio Rom            | 0:0       | Olympique Marseille \| Olympiastadion Rom          |
| Lokomotive Moskau    | 0:1 (0:0) | Galatasaray Istanbul \| Lokomotiv-Stadion          |
| 4. November 2021     |           |                                                    |
| Galatasaray Istanbul | 1:1 (1:0) | Lokomotive Moskau \| Ali Sami Yen Spor Kompleksi   |
| Olympique Marseille  | 2:2 (1:1) | Lazio Rom \| Stade Vélodrome                       |
| 25. November 2021    |           |                                                    |
| Lokomotive Moskau    | 0:3 (0:0) | Lazio Rom \| Lokomotiv-Stadion                     |
| Galatasaray Istanbul | 4:2 (2:0) | Olympique Marseille \| Ali Sami Yen Spor Kompleksi |
| 9. Dezember 2021     |           |                                                    |
| Olympique Marseille  | 1:0 (1:0) | Lokomotive Moskau \| Stade Vélodrome               |
| Lazio Rom            | 0:0       | Galatasaray Istanbul \| Olympiastadion Rom         |

### Gruppe F
| Pl. | Verein              | Sp. | S | U | N | Tore    | Diff. | Punkte |
| --- | ------------------- | --- | - | - | - | ------- | ----- | ------ |
| 1.  | Roter Stern Belgrad | 6   | 3 | 2 | 1 | 006:400 | +2    | 11     |
| 2.  | Sporting Braga      | 6   | 3 | 1 | 2 | 012:900 | +3    | 10     |
| 3.  | FC Midtjylland      | 6   | 2 | 3 | 1 | 007:700 | ±0    | 09     |
| 4.  | Ludogorez Rasgrad   | 6   | 0 | 2 | 4 | 003:800 | −5    | 02     |

| 16. September 2021  |           |                                                   |
| Roter Stern Belgrad | 2:1 (0:0) | Sporting Braga \| Stadion Rajko Mitić             |
| FC Midtjylland      | 1:1 (1:1) | Ludogorez Rasgrad \| Arena Herning                |
| 30. September 2021  |           |                                                   |
| Sporting Braga      | 3:1 (0:1) | FC Midtjylland \| Estádio Municipal de Braga      |
| Ludogorez Rasgrad   | 0:1 (0:0) | Roter Stern Belgrad \| Arena Ludogorez            |
| 21. Oktober 2021    |           |                                                   |
| FC Midtjylland      | 1:1 (0:0) | Roter Stern Belgrad \| Arena Herning              |
| Ludogorez Rasgrad   | 0:1 (0:1) | Sporting Braga \| Arena Ludogorez                 |
| 4. November 2021    |           |                                                   |
| Roter Stern Belgrad | 0:1 (0:0) | FC Midtjylland \| Stadion Rajko Mitić             |
| Sporting Braga      | 4:2 (3:1) | Ludogorez Rasgrad \| Estádio Municipal de Braga   |
| 25. November 2021   |           |                                                   |
| Roter Stern Belgrad | 1:0 (0:0) | Ludogorez Rasgrad \| Stadion Rajko Mitić          |
| FC Midtjylland      | 3:2 (1:1) | Sporting Braga \| Arena Herning                   |
| 9. Dezember 2021    |           |                                                   |
| Sporting Braga      | 1:1 (0:0) | Roter Stern Belgrad \| Estádio Municipal de Braga |
| Ludogorez Rasgrad   | 0:0       | FC Midtjylland \| Arena Ludogorez                 |

### Gruppe G
| Pl. | Verein               | Sp. | S | U | N | Tore    | Diff. | Punkte |
| --- | -------------------- | --- | - | - | - | ------- | ----- | ------ |
| 1.  | Bayer 04 Leverkusen  | 6   | 4 | 1 | 1 | 014:500 | +9    | 13     |
| 2.  | Betis Sevilla        | 6   | 3 | 1 | 2 | 012:120 | ±0    | 10     |
| 3.  | Celtic Glasgow       | 6   | 3 | 0 | 3 | 013:150 | −2    | 09     |
| 4.  | Ferencváros Budapest | 6   | 1 | 0 | 5 | 005:120 | −7    | 03     |

| 16. September 2021   |           |                                                   |
| Betis Sevilla        | 4:3 (2:2) | Celtic Glasgow \| Estadio Benito Villamarín       |
| Bayer 04 Leverkusen  | 2:1 (1:1) | Ferencváros Budapest \| BayArena                  |
| 30. September 2021   |           |                                                   |
| Ferencváros Budapest | 1:3 (1:1) | Betis Sevilla \| Ferencváros-Stadion              |
| Celtic Glasgow       | 0:4 (0:2) | Bayer 04 Leverkusen \| Celtic Park                |
| 19. Oktober 2021     |           |                                                   |
| Celtic Glasgow       | 2:0 (0:0) | Ferencváros Budapest \| Celtic Park               |
| 21. Oktober 2021     |           |                                                   |
| Betis Sevilla        | 1:1 (0:0) | Bayer 04 Leverkusen \| Estadio Benito Villamarín  |
| 4. November 2021     |           |                                                   |
| Ferencváros Budapest | 2:3 (1:2) | Celtic Glasgow \| Ferencváros-Stadion             |
| Bayer 04 Leverkusen  | 4:0 (1:0) | Betis Sevilla \| BayArena                         |
| 25. November 2021    |           |                                                   |
| Betis Sevilla        | 2:0 (1:0) | Ferencváros Budapest \| Estadio Benito Villamarín |
| Bayer 04 Leverkusen  | 3:2 (1:1) | Celtic Glasgow \| BayArena                        |
| 9. Dezember 2021     |           |                                                   |
| Ferencváros Budapest | 1:0 (0:0) | Bayer 04 Leverkusen \| Ferencváros-Stadion        |
| Celtic Glasgow       | 3:2 (1:0) | Betis Sevilla \| Celtic Park                      |

### Gruppe H
| Pl. | Verein          | Sp. | S | U | N | Tore    | Diff. | Punkte |
| --- | --------------- | --- | - | - | - | ------- | ----- | ------ |
| 1.  | West Ham United | 6   | 4 | 1 | 1 | 011:300 | +8    | 13     |
| 2.  | Dinamo Zagreb   | 6   | 3 | 1 | 2 | 009:600 | +3    | 10     |
| 3.  | SK Rapid Wien   | 6   | 2 | 0 | 4 | 004:900 | −5    | 06     |
| 4.  | KRC Genk        | 6   | 1 | 2 | 3 | 004:100 | −6    | 05     |

| 16. September 2021 |           |                                     |
| SK Rapid Wien      | 0:1 (0:0) | KRC Genk \| Weststadion             |
| Dinamo Zagreb      | 0:2 (0:1) | West Ham United \| Stadion Maksimir |
| 30. September 2021 |           |                                     |
| West Ham United    | 2:0 (1:0) | SK Rapid Wien \| London Stadium     |
| KRC Genk           | 0:3 (0:2) | Dinamo Zagreb \| KRC Genk Arena     |
| 21. Oktober 2021   |           |                                     |
| SK Rapid Wien      | 2:1 (2:1) | Dinamo Zagreb \| Weststadion        |
| West Ham United    | 3:0 (1:0) | KRC Genk \| London Stadium          |
| 4. November 2021   |           |                                     |
| KRC Genk           | 2:2 (1:0) | West Ham United \| KRC Genk Arena   |
| Dinamo Zagreb      | 3:1 (2:1) | SK Rapid Wien \| Stadion Maksimir   |
| 25. November 2021  |           |                                     |
| SK Rapid Wien      | 0:2 (0:2) | West Ham United \| Weststadion      |
| Dinamo Zagreb      | 1:1 (1:1) | KRC Genk \| Stadion Maksimir        |
| 9. Dezember 2021   |           |                                     |
| West Ham United    | 0:1 (0:1) | Dinamo Zagreb \| London Stadium     |
| KRC Genk           | 0:1 (0:1) | SK Rapid Wien \| KRC Genk Arena     |

## Finalrunde

### Finalrunden-Playoffs
Für die Finalrunden-Playoffs wurden am 13. Dezember 2021 in Nyon acht Paarungen je eines Gruppendritten der Champions League und eines Gruppenzweiten der Europa League ausgelost, wobei die Gruppenzweiten der Europa League das Hinspiel auswärts bestritten. Mannschaften eines Landesverbandes durften einander nicht zugelost werden.
Die Hinspiele fanden am 17. Februar, die Rückspiele am 24. Februar 2022 statt.
| Gruppendritter Champions League | Gesamt          | Gruppenzweiter Europa League | Hinspiel | Rückspiel |
| ------------------------------- | --------------- | ---------------------------- | -------- | --------- |
| FC Sevilla                      | 3:2             | Dinamo Zagreb                | 3:1      | 0:1       |
| Atalanta Bergamo                | 5:1             | Olympiakos Piräus            | 2:1      | 3:0       |
| RB Leipzig                      | 5:3             | Real Sociedad San Sebastián  | 2:2      | 3:1       |
| FC Barcelona                    | 5:3             | SSC Neapel                   | 1:1      | 4:2       |
| Zenit St. Petersburg            | 2:3             | Betis Sevilla                | 2:3      | 0:0       |
| Borussia Dortmund               | 4:6             | Glasgow Rangers              | 2:4      | 2:2       |
| Sheriff Tiraspol                | 2:2 (2:3 i. E.) | Sporting Braga               | 2:0      | 0:2 n. V. |
| FC Porto                        | 4:3             | Lazio Rom                    | 2:1      | 2:2       |

### Achtelfinale
Für das Achtelfinale wurden am 25. Februar 2022 in Nyon acht Paarungen je eines Siegers der Finalrunden-Playoffs und eines Gruppensiegers der Europa League ausgelost, wobei die Gruppensieger der Europa League das Hinspiel auswärts bestritten. Mannschaften eines Landesverbandes durften einander nicht zugelost werden.
Die Hinspiele fanden überwiegend am 10. März, die Rückspiele am 17. März 2022 statt. Abweichend hiervon fanden die Spiele FC Porto – Olympique Lyon und Betis Sevilla – Eintracht Frankfurt bereits am 9. März 2022 statt, um eine Termindopplung mit Sporting Braga bzw. dem FC Sevilla zu vermeiden.
Aufgrund des russischen Überfalls auf die Ukraine am 24. Februar 2022 schlossen die FIFA und UEFA am 28. Februar 2022 die russischen Vereine und Nationalmannschaft von allen Wettbewerben aus. RB Leipzig zog somit kampflos in das Viertelfinale ein. Der Einspruch des russischen Verbandes dagegen beim CAS wurde von diesem am 15. März abgewiesen.
| Sieger Playoffs  | Gesamt | Gruppenerster Europa League | Hinspiel | Rückspiel |
| ---------------- | ------ | --------------------------- | -------- | --------- |
| Glasgow Rangers  | 4:2    | Roter Stern Belgrad         | 3:0      | 1:2       |
| Sporting Braga   | 3:1    | AS Monaco                   | 2:0      | 1:1       |
| FC Porto         | 1:2    | Olympique Lyon              | 0:1      | 1:1       |
| Atalanta Bergamo | 4:2    | Bayer 04 Leverkusen         | 3:2      | 1:0       |
| FC Sevilla       | 1:2    | West Ham United             | 1:0      | 0:2 n. V. |
| FC Barcelona     | 2:1    | Galatasaray Istanbul        | 0:0      | 2:1       |
| RB Leipzig       | —      | Spartak Moskau              | —        | —         |
| Betis Sevilla    | 2:3    | Eintracht Frankfurt         | 1:2      | 1:1 n. V. |

### Viertelfinale
Die Paarungen des Viertelfinales wurden am 18. März 2022 in Nyon durch offene Auslosung bestimmt. Die Hinspiele fanden am 7. April, die Rückspiele am 14. April 2022 statt.
|                     | Gesamt |                  | Hinspiel | Rückspiel |
| ------------------- | ------ | ---------------- | -------- | --------- |
| RB Leipzig          | 3:1    | Atalanta Bergamo | 1:1      | 2:0       |
| Eintracht Frankfurt | 4:3    | FC Barcelona     | 1:1      | 3:2       |
| West Ham United     | 4:1    | Olympique Lyon   | 1:1      | 3:0       |
| Sporting Braga      | 2:3    | Glasgow Rangers  | 1:0      | 1:3 n. V. |

### Halbfinale
Die Paarungen des Halbfinales wurden am 18. März 2022 in Nyon (mit der Viertelfinal-Auslosung) durch offene Auslosung bestimmt. Die Hinspiele fanden am 28. April, die Rückspiele am 5. Mai 2022 statt.
|                 | Gesamt |                     | Hinspiel | Rückspiel |
| --------------- | ------ | ------------------- | -------- | --------- |
| RB Leipzig      | 2:3    | Glasgow Rangers     | 1:0      | 1:3       |
| West Ham United | 1:3    | Eintracht Frankfurt | 1:2      | 0:1       |

### Finale
| Eintracht Frankfurt                                     | Eintracht Frankfurt | Glasgow Rangers | Glasgow Rangers | Aufstellung                                           |
| ------------------------------------------------------- | --- | --- | --------------- | ----------------------------------------------------- |
| Eintracht Frankfurt                                     | \| 18. Mai 2022 in Sevilla (Estadio Ramón Sánchez Pizjuán) \| \| Ergebnis: 1:1 n. V. (1:1, 0:0), 5:4 i. E. \| \| Zuschauer: 38.842 \| \| Schiedsrichter: Slavko Vinčić ( Slowenien) 1 \| \| Spielbericht \| | \| 18. Mai 2022 in Sevilla (Estadio Ramón Sánchez Pizjuán) \| \| Ergebnis: 1:1 n. V. (1:1, 0:0), 5:4 i. E. \| \| Zuschauer: 38.842 \| \| Schiedsrichter: Slavko Vinčić ( Slowenien) 1 \| \| Spielbericht \| | Glasgow Rangers | Aufstellung Eintracht Frankfurt gegen Glasgow Rangers |
| Eintracht Frankfurt                                     | Kevin Trapp – Tuta (58. Makoto Hasebe), Almamy Touré, Evan N’Dicka (100. Christopher Lenz) – Ansgar Knauff, Djibril Sow (106. Ajdin Hrustić), Sebastian Rode (90. Kristijan Jakić), Filip Kostić – Jesper Lindstrøm (70. Jens Petter Hauge), Daichi Kamada – Rafael Borré Cheftrainer: Oliver Glasner ( Österreich) | Allan McGregor – James Tavernier , Connor Goldson, Calvin Bassey, Borna Barišić (117. Kemar Roofe) – Ryan Jack (74. Steven Davis), John Lundstram – Ryan Kent, Scott Wright (74. Fashion Sakala (117. Aaron Ramsey)), Glen Kamara (91. Scott Arfield) – Joe Aribo (101. James Sands) Cheftrainer: Giovanni van Bronckhorst ( Niederlande) | Glasgow Rangers | Aufstellung Eintracht Frankfurt gegen Glasgow Rangers |
| Eintracht Frankfurt                                     | 1:1 Rafael Borré (69.) | 0:1 Joe Aribo (57.) | Glasgow Rangers | Aufstellung Eintracht Frankfurt gegen Glasgow Rangers |
| Eintracht Frankfurt                                     | Elfmeterschießen | | Glasgow Rangers | Aufstellung Eintracht Frankfurt gegen Glasgow Rangers |
| Eintracht Frankfurt                                     | 1:1 Christopher Lenz 2:2 Ajdin Hrustić 3:3 Daichi Kamada 4:3 Filip Kostić 5:4 Rafael Borré | 0:1 James Tavernier 1:2 Steven Davis 2:3 Scott Arfield Trapp hält gegen Ramsey 4:4 Kemar Roofe | Glasgow Rangers | Aufstellung Eintracht Frankfurt gegen Glasgow Rangers |
| Eintracht Frankfurt                                     | Joe Aribo (62.), Scott Wright (73.) | | Glasgow Rangers | Aufstellung Eintracht Frankfurt gegen Glasgow Rangers |
| Eintracht Frankfurt                                     | Spieler des Spiels: Kevin Trapp (Eintracht Frankfurt) | | Glasgow Rangers | Aufstellung Eintracht Frankfurt gegen Glasgow Rangers |
| 18. Mai 2022 in Sevilla (Estadio Ramón Sánchez Pizjuán) | | |                 |                                                       |
| Ergebnis: 1:1 n. V. (1:1, 0:0), 5:4 i. E.               | | |                 |                                                       |
| Zuschauer: 38.842                                       | | |                 |                                                       |
| Schiedsrichter: Slavko Vinčić ( Slowenien) 1            | | |                 |                                                       |
| Spielbericht                                            | | |                 |                                                       |

Eintracht Frankfurt begann die Partie stark und hatte in den ersten 15 Minuten bereits drei Torabschlüsse. In der 20. Minute scheiterte Ansgar Knauff mit einem Schuss aus 14 Metern am glänzend reagierenden Torhüter McGregor. Glasgow Rangers kam erst in der 26. Minute zur ersten Torchance, als Aribo den Ball knapp links am Tor vorbeischlenzte. In der Folge – etwa ab der 30. Minute – übernahm Glasgow die Spielkontrolle, allerdings ohne zwingende Torchancen herauszuarbeiten, so dass die erste Hälfte torlos endete. Auch in der zweiten Hälfte erwischte Frankfurt den stärkeren Beginn, wobei man in der 49. Minute zu einer guten Gelegenheit durch Lindstrøm kam. Etwas überraschend fiel in der 57. Minute dann der Führungstreffer für Glasgow, nachdem Sow einen langen Ball zunächst unglücklich per Kopf verlängert hatte und Tuta beim Versuch, den Ball noch vor Aribo abzulaufen, stolperte. Die Führung der Schotten änderte am Spiel allerdings wenig, Frankfurt war weiterhin die aktivere Mannschaft. Nachdem Kamada in der 67. Minute den Ball frei vor dem gegnerischen Torwart noch über das Tor gelupft hatte, kam die Eintracht schließlich in der 69. Minute zum Ausgleich durch Borré, der eine Kostić-Flanke aus kurzer Distanz zum 1:1 verwertete. In der Folge neutralisierten sich beide Mannschaften weitgehend im Mittelfeld; es blieb beim 1:1 nach 90 Minuten.
In der anschließenden Verlängerung entwickelte sich zwischen beiden Mannschaften ein Abnutzungskampf. Insbesondere der zweite Durchgang der Verlängerung war von Krämpfen auf beiden Seiten bei Temperaturen von immer noch über 30 Grad geprägt. Wie in der regulären Spielzeit leisteten sich beide Teams viele Ungenauigkeiten und verteidigten immer wieder leidenschaftlich, so dass echte Großchancen zunächst Mangelware waren. In der 95. Minute wurde der frei aufs Tor zustürmende Borré im letzten Moment noch von Bassey abgefangen. Glasgow wurde in der zweiten Hälfte der Verlängerung deutlich spielbestimmend und Frankfurt kam kaum noch zu Entlastungsangriffen. Nachdem Kent aus drei Metern vor dem Tor Eintracht-Schlussmann Kevin Trapp anschoss (119.), hatten die Rangers in der Nachspielzeit der Verlängerung (120+1.) noch eine gute Freistoßmöglichkeit aus ca. 18 Metern, scheiterten jedoch erneut am Frankfurter Torhüter, so dass auch nach 120 Minuten kein Sieger feststand.
Beim anschließenden Elfmeterschießen ergab sich ein psychologischer Vorteil für Glasgow Rangers, die zum einen auf ihre eigene Fankurve schießen und zusätzlich beginnen durften. Für Glasgow verwandelten Tavernier, Davis und Arfield sicher, dagegen waren Lenz, Hrustić und Kamada für die Eintracht erfolgreich, wobei Kamada allerdings die Hilfe des Innenpfostens benötigte. Als vierter Schütze vergab der Routinier Aaron Ramsey mit einem von Trapp gehaltenen Flachschuss mittig ins linke Eck aus Sicht des Schützen, während Filip Kostić die Führung für Frankfurt besorgte. Das Glück auf Seiten von Kemar Roofe, der seinen Elfmeter ebenfalls über den Innenpfosten verwandelte, half Glasgow nicht mehr, da auch Borré als fünfter Eintracht-Schütze sicher verwandelte und die Eintracht somit nach Elfmeterschießen als Sieger vom Platz ging.

## Siegermannschaft
(in Klammern sind die Spiele und Tore angegeben)
| 1.                             | Eintracht Frankfurt |
| Wappen von Eintracht Frankfurt | - Tor: Kevin Trapp (13/-) - Abwehr: Evan N’Dicka (11/-); Tuta (11/-); Martin Hinteregger (9/-); Almamy Touré (8/1); Makoto Hasebe (7/-); Timothy Chandler (5/-); Danny da Costa (2/-); Erik Durm (2/-); Christopher Lenz (2/-) - Mittelfeld: Daichi Kamada (13/5); Filip Kostić (12/3); Djibril Sow (12/1); Kristijan Jakić (12/-); Sebastian Rode (10/-); Jesper Lindstrøm (9/-); Ajdin Hrustić (5/-); Stefan Ilsanker (2/-); Aymen Barkok (1/-) - Sturm: Rafael Borré (13/4); Jens Petter Hauge (12/1); Ansgar Knauff (7/2); Sam Lammers (7/1); Gonçalo Paciência (6/2); Ragnar Ache (3/-) - Trainer: Oliver Glasner |

## Beste Torschützen
Nachfolgend sind die besten Torschützen der Europa-League-Saison (ohne die Qualifikationsrunden) aufgeführt. Die Sortierung erfolgt analog zur UEFA-Torschützenliste nach Anzahl der Tore, bei gleicher Trefferzahl werden diese Spieler alphabetisch sortiert.
| Rang | Spieler            | Klub                      | Tore |
| ---- | ------------------ | ------------------------- | ---- |
| 1    | James Tavernier    | Glasgow Rangers           | 7    |
| 2    | Galeno 1           | Sporting Braga / FC Porto | 6    |
|      | Karl Toko Ekambi   | Olympique Lyon            | 6    |
| 4    | Patson Daka        | Leicester City            | 5    |
|      | Daichi Kamada      | Eintracht Frankfurt       | 5    |
| 6    | Rafael Borré       | Eintracht Frankfurt       | 4    |
|      | Moussa Diaby       | Bayer 04 Leverkusen       | 4    |
|      | Eljif Elmas        | SSC Neapel                | 4    |
|      | Ricardo Horta      | Sporting Braga            | 4    |
|      | Borja Iglesias     | Betis Sevilla             | 4    |
|      | Ciro Immobile      | Lazio Rom                 | 4    |
|      | Arkadiusz Milik    | Olympique Marseille       | 4    |
|      | Alfredo Morelos    | Glasgow Rangers           | 4    |
|      | Christopher Nkunku | RB Leipzig                | 4    |
|      | Mislav Oršić       | Dinamo Zagreb             | 4    |
|      | Victor Osimhen     | SSC Neapel                | 4    |
|      | Alexander Sobolew  | Spartak Moskau            | 4    |

## Team of the Season
Zwei Tage nach dem Finale veröffentlichte die UEFA die Mannschaft der Saison. Das Team enthält ausschließlich Spieler der vier Halbfinalisten, wobei die Siegermannschaft Eintracht Frankfurt mit vier Spielern am häufigsten vertreten ist. Darüber hinaus wurden Frankfurts Filip Kostić als bester Spieler sowie Ansgar Knauff als bester Nachwuchsspieler ausgezeichnet.
| Position   | Spieler            | Klub                |
| ---------- | ------------------ | ------------------- |
| Tor        | Kevin Trapp        | Eintracht Frankfurt |
| Abwehr     | Craig Dawson       | West Ham United     |
| Abwehr     | Martin Hinteregger | Eintracht Frankfurt |
| Abwehr     | Calvin Bassey      | Glasgow Rangers     |
| Mittelfeld | James Tavernier    | Glasgow Rangers     |
| Mittelfeld | Konrad Laimer      | RB Leipzig          |
| Mittelfeld | Declan Rice        | West Ham United     |
| Mittelfeld | Filip Kostić       | Eintracht Frankfurt |
| Sturm      | Christopher Nkunku | RB Leipzig          |
| Sturm      | Rafael Borré       | Eintracht Frankfurt |
| Sturm      | Ryan Kent          | Glasgow Rangers     |

## Trivia
- Nachdem der FC Barcelona im Viertelfinalrückspiel im eigenen Stadion gegen Eintracht Frankfurt, das dabei von etwa 30.000 Frankfurter Fans unterstützt wurde, mit 2:3 verloren hatte und ausgeschieden war, kündigte der Club an, bei internationalen Heimspielen nur noch personalisierte Tickets zu verkaufen, da sich der Club beim verlorenen Heimspiel „um den Heimvorteil betrogen“ sah. Tatsächlich vermochten sich die fast 50.000 anwesenden Heimfans stimmlich nicht gegen die 30.000 Fans der Frankfurter Eintracht durchzusetzen.[14]
- Neben den beschränkten Kapazitätsverhältnissen, die bereits vor dem Spiel von beiden Finalteilnehmern deutlich kritisiert wurden, stand die Wahl des Estadio Ramón Sánchez Pizjuán als Austragungsort des Finales nach dem Spiel noch heftiger in der Kritik.[15]  Bereits vor Spielbeginn stellten viele Verkaufsstände den Verkauf von Getränken und Essen ein, da die Bestände bereits aufgebraucht waren. Die alternativ eingerichtete Wasserversorgung über die Hausleitung konnte wegen eines Wasserrohrbruchs nicht aufrechterhalten werden. Bei hohen Temperaturen im nur teilweise überdachten Stadion erlitten viele Zuschauer Kreislauf- und Dehydrierungsprobleme.
- Während des gesamten Wettbewerbs blieb Eintracht Frankfurt ungeschlagen (7 Siege, 6 Unentschieden). Dies war zuvor nur dem FC Chelsea (2018/19) und dem FC Villarreal (2020/21) gelungen.[16]